# Teuvo Laine
Teuvo Ilmari Laine (Kalvola, 4 november 1930 – Turku, 22 augustus 1996) was een Fins componist en dirigent.

## Levensloop
Laine studeerde muziek en werd na het behalen van zijn diploma als militaire kapelmeester in 1960 dirigent van de militaire muziekkapel van het Garnizoen Helsinki. In 1984 werd hij benoemd tot muziekinspecteur van het Finse leger in Helsinki. Hij was ook dirigent van verschillende civiele blaasorkesten zoals van het Puhallinorkesteri Sinetti-Seitsikolla.
Hij schreef een aantal bewerkingen voor harmonieorkest zoals de Ernst von Vegesacks Marsch van Johann Ignaz Stranensky, de Isänmaalle van Jean Sibelius, de Puhaltajat puistossa van Leif Källman, de Porilaisten mars, van Christian Fr. Kress, de Sotilaspoika van Frederik Pacius. Laine componeerde ook eigen werken voor harmonieorkest en voor koor.

## Composities

### Werken voor harmonieorkest
- Kahdeksan tuuman kanuuna, mars
- Nuoret marssilla, mars
- Oolannin sota
- Pohjalainen Sarja (Österbottnische suite)
- Rajamiesten marssi, mars[2]
- Santahaminan kadetit, mars
- Ulos Ulapalla, mars

### Vocale muziek

#### Werken voor koor
- Karjalan Jääkärirykmentin laulu "Kaunis Karjala" (Karelische Jagerslied "Heerlijk Karelië"), voor mannenkoor

### Filmmuziek
- 1990 Suomen meripuolustus ennen itsenäisyyden aikaa

## Publicaties
- samen met: Esko Juuri: Sotilaskapellimestarit ry. 1962-72, Turku: Sotilaskapellimestarit, 1972. 39 p.